# Godło Czuwaszji

Godło Czuwaszji

Godło państwowe Republiki Czuwaskiej przedstawia tarczę heraldyczną na którym znajduje się „drzewo życia”, wyrastające z czuwaskiej ziemi. Jest ono symbolem długiej drogi historycznej, przebytej przez naród czuwaski. Purpurowa barwa, jaką „drzewo życia” jest narysowane, symbolizuje odwieczne dążenie tego ludu ku wolności, które pozwoliło mu zachować tradycję i tożsamość narodową. Jasnożółta barwa wypełniająca tło tarczy herbowej jest kolorem słońca, źródła wszelkiego życia. Według Czuwaszów kolor żółty jest najpiękniejszym kolorem na świecie. Nad tarczą z godłem znajdują się trzy ośmioramienne gwiazdy. Gwiazdy takie są jednym z najbardziej rozpowszechnionych elementów czuwaskiego ornamentu, symbolizują one piękno i doskonałość. Pod tarczą na czerwonej wstędze żółtymi literami napisano nazwę republiki w języku czuwaskim Чӑваш Республики i rosyjskim – Республика Чувашская. Oba końce wstęgi kończą stylizowane gałązki chmielu, będące hołdem dla tej rośliny, tradycyjnego bogactwa narodu i republiki, nazywanego „zielonym złotem”. O znaczeniu chmielu dla Czuwaszów świadczy, że jego nazwa pojawia się już w pierwszym traktacie między Bułgarią Wołżansko-Kamską a księciem kijowskim Włodzimierzem Wielkim z 985 r., gdzie napisano m.in. „Tylko wówczas nie będzie między nami pokoju, gdy kamień zacznie pływać, a chmiel tonąć” (według Słowa o wyprawie Igora).
Autorem godła (i zbliżonej do niego flagi Czuwaszji) jest czuwaski artysta ludowy Elli Michajłowicz Jurjew, którego projekt został wybrany spośród ponad 100 innych, jakie napłynęły na konkurs rozpisany w 1990 r. przez władze Czuwaszji na nowe symbole państwowe, mające zastąpić symbole z okresu radzieckiego, które w żaden sposób nie nawiązywały do specyfiki kraju i były modyfikacją Rosyjskiej FSRR. 
Godło zostało oficjalnie przyjęte 29 kwietnia 1992 r. przez Radę Najwyższą. Dzień 29 kwietnia jest obecnie w Czuwaszji świętem symboli państwowych.

## Historia

### Era carów
Na Herbie i pieczęciach carów rosyjskich jako symbol Bułgarii Nadwołżańskiej widać jagnię z czerwonym sztandarem podzielonym srebrnym krzyżem przedstawionym na zielonym polu. 
Ten herb znajduje się na Wielkim Herbie Cesarstwa Rosyjskiego z 1882 roku.

### Godło Czuwaszji w okresie Związku Radzieckiego
Obowiązujący za czasów Związku Radzieckiego symbol Czuwaszji tj. ówczesnej Czuwaskiej ASRR w żaden sposób nie nawiązywał do specyfiki kraju. Był nieznacznie zmienionym godłem Rosyjskiej FSRR, której część stanowiła Czuwaska ASRR. Godło to zawierało typowe elementy godeł republik związkowych ZSRR. W centralnym miejscu umieszczona była czerwona tarcza a na niej – złoty  sierp i młot – symbol sojuszu robotniczo chłopskiego oraz najważniejszy element godła Związku Radzieckiego, a pod nimi – wschodzące słońce – mające wyrażać świt, początek nowej ery w życiu kraju. W górnej części tarczy znajdowały się litery PCФCP (skrót od Российская Советская Федеративная Социалистическая Республика – Rosyjska Federacyjna Socjalistyczna Republika Radziecka). Całość otoczona była przez wieniec złożony z 14 kłosów zboża. Umieszczenie symbolu zboża w godle z jednej strony podkreślało znaczenie rolnictwa, a zwłaszcza tych właśnie roślin dla gospodarki kraju oraz symbolizowało dobrobyt, a z drugiej – nawiązywało do graficznego wyglądu godła ZSRR. U góry, u zbiegu obu wieńców umieszczono czerwoną pięcioramienną gwiazdę – oznaczającą zwycięstwo komunizmu w pięciu częściach świata, natomiast u dołu, na czerwonej wstędze znajdowało się  wezwanie do jedności proletariatu. Modyfikacja ówczesnego czuwaskiego godła w stosunku do symbolu Rosyjskiej FSRR polegała na umieszczeniu na nim  dwujęzycznego (rosyjskiego i czuwaskiego) napisu z częściowo skróconą nazwą czuwaskiej autonomii oraz dwujęzycznym wezwaniu do jedności proletariatu – „Proletariusze wszystkich krajów, łączcie się!” (w godle Rosyjskiej FSRR napis ten był tylko w wersji rosyjskojęzycznej).

1927–1931
1931–1937
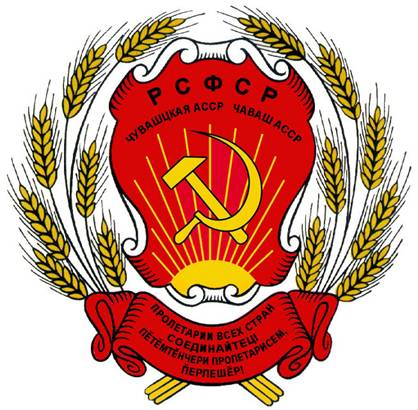
1937–1978
Godło Czuwaskiej ASRR